# Scrappy Lambert
Harold R. "Scrappy" Lambert (New Brunswick, 12 mei 1901 – Palm Springs, 30 november 1987) was een Amerikaanse zanger die in de jaren twintig en dertig op honderden platen zong. Hij behoorde met Smith Ballew, Chick Bullock en Irving Kaufman tot de zangers die in die tijd het meest zijn opgenomen.

## Biografie
Lambert studeerde aan Rutgers University, waar hij cheerleader en pianist was in de groep Rutgers Jazz Bandits. Met medestudent Billy Hillpot vormde hij een komisch duo, dat in 1926 ontdekt en vervolgens aangenomen werd door bandleider Ben Bernie. De twee deden mee aan veel opnames en bleven bij Bernie tot 1928. In de jaren dertig werkten ze voor NBC-radio, daarna maakte Scrappy deel uit van de Showboat Four, waarmee hij eveneens optrad voor de radio.
Lambert was ook actief als 'band vocalist', een zanger die werd ingehuurd door orkesten en studiogroepen voor plaatopnames. In de jaren twintig en dertig zong hij mee op honderden platen. Hij zong onder meer voor Red Nichols, Frank Britton Wenzel, Fred Rich, Sam Lanin, Frankie Trumbauer, Ben Pollack en de studioband The Charleston Chasers. Ook deed hij vanaf 1929 solo-opnames voor Brunswick en, onder psydoniemen als Glen Burt en Buddy Blue, kleine labels. Naast zijn platencarrière werkte hij voor de radio, zo zong hij in de radioshows van Fred Allen en Ed Wynn. In 1943 nam hij een baan aan bij MCA-radio in Beverly Hills en kwam er een einde aan zijn zangcarrière. Voor MCA stelde hij radioprogramma's samen die aan de netwerken werden verkocht, later was hij actief voor de televisie-afdeling. Lambert werkte voor MCA tot 1948, daarna werd hij een succesvol zakenman.

## Discografie
- Scrappy Lambert, Emanon Records, 1978